# شهرداری کیدریچوو
شهرداری کیدریچوو (به لاتین: Municipality of Kidričevo) یک منطقهٔ مسکونی در اسلوونی است که در اسلوونی واقع شده‌است. شهرداری کیدریچوو ۷۱٫۵ کیلومتر مربع مساحت و ۶٬۵۰۲ نفر جمعیت دارد.